# Akimitsu Kurita
Akimitsu Kurita (in japanischer Schrift: 栗田, 章光; * 23. August 1946 in Osaka; † 15. Februar 2018 in Osaka) war ein japanischer Bauingenieur und Hochschullehrer.

## Leben
Nach Abschluss des Gymnasiums studierte Kurita Bauingenieurwesen am Osaka Institute of Technology (OIT), das er 1969 mit dem Bachelor of Science abschloss. Ihm folgte 1971 an derselben Universität der Master of Science. Von 1971 bis 1982 wirkte Kurita als Forschungsassistent an der Fakultät für Bauingenieurwesen des OIT. In seiner Dissertation befasste er sich mit erdbebensicherem Konstruieren und Wartungsmanagement von Brücken. Im Mittelpunkt von Kuritas Forschungsinteresse stand der Stahlverbund und hier insbesondere das Tragverhalten von Kopfbolzendübeln, die Auswirkung von Schwinden und Kriechen von Beton in Verbundbrücken und die Verwendung von Fertigteilelementen in Verbundbrücken.
Anfang der 1980er Jahre begann Kurita in Zusammenarbeit mit dem Statikprofessor Yukio Maeda (1922–2005), ein neues Bemessungswerk für Verbundkonstruktionen zu entwickeln. Zeitgleich erarbeiteten Karlheinz Roik und seine Mitarbeiter an der Ruhr-Universität Bochum (RUB) die Grundlagen für die erste Ausgabe des Eurocode 4 für Verbundkonstruktionen. Die Forschungen der Bochumer Stahlbauwissenschaftler fanden das Interesse von Kurita und führten ihn 1982/83 zu einem Forschungsaufenthalt an die RUB. Dieser Forschungsaufenthalt begründete alsbald wissenschaftlich produktive Freundschaften mit Schülern von Roik wie Gert Albrecht, Reinhard Bergmann, Gerhard Hanswille und Ingbert Mangerig.
Nach seiner Rückkehr an das OIT setzte Kurita seine Aktivitäten zur Erstellung von Richtlinien für die Bemessung von Verbundkonstruktionen fort und befasste sich mit Schrägseilbrücken in Verbundbauweise, der Verstärkung von Brücken durch Verwendung von externen Kabeln und dem Ermüdungsverhalten von Kopfbolzendübeln. 1993 wurde Kurita Associate Professor und schon zwei Jahre später ordentlicher Professor für Stahl- und Verbundkonstruktionen des OIT. 1994 begründete Kurita mit Gert Albrecht von der TU München das alle zwei Jahre stattfindende Japanisch-Deutsche Brückenymposium, welches abwechselnd in Osaka und in München stattfindet. In Gedenken an die verstorbenen Begründer dieser Konferenzserie wurden auf dem 12. Symposium vom 4. bis 7. September 2018 in München erstmals die Kurita-Albrecht Awards für Brückenbauingenieure aus Japan und Deutschland verliehen. Im Jahre 2000 avancierte Kurita zum leitenden Direktor der experimentellen Versuchseinrichtung für Konstruktiven Ingenieurbau am OIT. Er führte die Stahlbauforschung am OIT zu hohem Ansehen in Japan und auch auf internationaler Bühne.
Kuritas Rat war in der internationalen Fachwelt begehrt. Beispielsweise wirkte er seit 2009 im Editorial Board der Zeitschrift Steel Construction – Design and Research mit. Aus Anlass der Vollendung seines 70. Lebensjahres brachte Marcus Rutner mit Unterstützung des damaligen Chefredakteurs dieser Zeitschrift, Karl-Eugen Kurrer, das Heft 1/2017 auf den Weg, das in acht Aufsätzen von namhaften Stahlbauwissenschaftlern aktuelle Forschungsresultate über Verbundbrücken publizierte.
Erfolgreich arbeitete Kurita für die Zugänglichkeit von Forschungsergebnissen für die Praxis des Brückenbaus im Allgemeinen und des Verbundbrückenbaus im Besonderen. Von 1998 bis 2002 war er Mitglied und Leiter des Technischen Komitees zur Untersuchung und Entwicklung der Verbundbrücke mit zwei Hauptträgern und vorgespannter Stahlbetonplatte des Expressway Highway Technology Research Center. In den Gremien der Japan Society of Civil Engineers (JSCE) brachte Kurita seine hohe Fachkompetenz auf dem Gebiet des Brückenbaus ein. Auch wirkte er von 2000 bis 2005 als Vorsitzender des Council of Urban Planning for Takatsuki City.
Akimitsu Kurita verstarb im Alter von 71 Jahren.

## Schriften
- Akimitsu Kurita: Theory and Design of Steel-Concrete Hybrid Structures, Parts 1-2. Japanese Society of Civil Engineers. Tokyo 1999.
- Hiroshi Nakai und Akimitsu Kurita: Stahlbrückenbau in Japan, in: Stahlbau, 72. Jg. (2003), H. 5, S. 287–288.
- Satoru Sakuma, Akimitsu Kurita und Yashiro Okamoto: Die Tarodani-Brücke – eine Verbundbrücke als Rahmenkonstruktion bestehend aus stählernem Fachwerkträger und Stahlbetonpfeilern, in: Stahlbau, 72. Jg. (2003), H. 5, S. 331–339.
- Gert Albrecht, Marcus Rutner, Akimitsu Kurita und Osamu Ohyama: Modifikation des DIN-Fachberichtes 104 hinsichtlich der Berechnung des Langzeit-Tension Stiffening, in: Stahlbau, 73. Jg. (2004), H. 9, S. 648–655.
- Kazuo Takehara, Yusake Imagawa, Osamu Ohyama, and Akimitsu Kurita: An actual test and FE analysis of a steel and concrete composite girder bridge exposed to fire, in: Steel Construction – Design and Research, Vol. 2  (2009), No. 2, pp. 72–77.
- Nobumasa Iwasaki, Shinji Tenma and Akimitsu Kurita: Portal frame bridges in Japan, in: Structural Engineering International, Vol. 21  (2011), Issue. 3, pp. 290–297.
- Yusake Imagawa, Osamu Ohyame and Akimitsu Kurita: Mechanical properties of shear stud during and after fire, in: Structural Engineering International, Vol. 22  (2012), Issue. 4, pp. 487–492.
- Norifumi Yanagisawa, Yusake Imagawa, Osamu Ohyama, Marcus Rutner and Akimitsu Kurita: Fire safety of bridges – methodology supporting design and forensic evaluation, in: Steel Construction – Design and Research, Vol. 10  (2017), No. 1, pp. 2–9.

## Nachweise
1. ↑  NN: 12. Japan German Bridge Symposium v. 4.-7.9.2018 in München: Kurita-Albrecht Awards für Brückenbauingenieure aus Japan und Deutschland etabliert, in: Stahlbau, 87. Jg. (2018), H. 11, S. 1139.
2. ↑  Marcus Rutner: Editorial, Steel Construction – Design and Research, Vol. 10  (2017), No. 1, p. 1.

| Personendaten    | Personendaten                                |
| ---------------- | -------------------------------------------- |
| NAME             | Kurita, Akimitsu                             |
| KURZBESCHREIBUNG | japanischer Bauingenieur und Hochschullehrer |
| GEBURTSDATUM     | 23. August 1946                              |
| GEBURTSORT       | Osaka                                        |
| STERBEDATUM      | 15. Februar 2018                             |
| STERBEORT        | Osaka                                        |